# Haliplus annulatus
Haliplus annulatus är en skalbaggsart som beskrevs av Roberts 1913. Haliplus annulatus ingår i släktet Haliplus och familjen vattentrampare. Inga underarter finns listade i Catalogue of Life.